# فيرناند أوليفييه
فيرناند أوليفييه (بالفرنسية: Fernande Olivier)‏ هي عارضة ورسامة فرنسية، ولدت في 6 يونيو 1881 في باريس في فرنسا، وتوفيت بنفس المكان في 29 يناير 1966.